# Томас Естрада Палма
Томас Естрада Палма (на испански: Tomás Estrada Palma) е кубински политик и първи президент на Куба през 1902 г.
Съпътстващата му кариера като педагог и писател в района на Ню Йорк дава възможност на Естрада Палма да създаде прокубинска литература, насочена към спечелване на симпатии, помощ и публичност. В крайна сметка той успява да привлече вниманието на влиятелни американци. Естрада Палма е упорит глас, призоваващ Съединените щати да се намесят в Куба по хуманитарни причини. По време на неговото президентство основните му постижения са подобряване на инфраструктурата, комуникацията и общественото здраве на Куба.
Той позволява приемането на поправката на Плат, която осигурява американското политическо и икономическо господство над Куба.

## Биография
Роден е в Баямо, Испанска Куба около 6 юли 1832 г. в семейството на д-р Андрес Мария Естрада и Одуардо и Мария Канделария Палма Тамайо. Неговата точна рождена дата не е известна поради пожар в кметството на Баямо на 19 януари 1869 г., който унищожава свидетелството за раждане. Статия в списание "Bohemia", издадена на 4 октомври 1944 г. показва, че неговият документ за кръщение, съдържащ се в досието му на университета в Хавана, посочва рождената дата 6 юли 1832 г. Неговият дядо по бащина линия е д-р Мануел Хосе де Естрада, известен професионалист в района на Кауто, Куба (днес Баямо). Дадено му е името Томас в чест на дядо му по майчина линия, дон Томас де Палма, който е богат земевладелец. Това, което се знае за ранния му живот е обучението му в частното училище на Торибио Ернандес, Хавана и посещаването му в Университета на Хавана, където получава философска степен на 19 юли 1854 г. Изключен е от Университета на Севиля на 29 януари 1857 г. за отсъствия. Оттегля се на 29 юни 1857 г. същата година по лични причини. На 15 май 1881 г. се жени за Хеновева Гуардиола Арбизу (1854–1926), дъщеря на генерал Хосе Сантос Гуардиола, президент на Хондурас, Естрада Палма и съпругата му имат шест деца.

## Кариера
От 1857 до 1868 г. се завръща в Баямо и става администратор и местен учител. Продължава да преподава в Хондурас и Ориндж Каунти, Ню Йорк.

### Война за независимост
Естрада Палма става президент на Кубинската република по време на Десетгодишната война.
Естрада Палма е заловен от испански войски и изпратен в изгнание. Докато е в изгнание, той пътува до Ню Йорк, където работи с Хосе Марти за да събере политическа подкрепа за революция в Куба.
След смъртта на Марти Естрада Палма става новият лидер на кубинската хунта. Неговата роля в партията е да бъде неин главен представител. С това разрешение той може да има дипломатически отношения с други страни, включително САЩ.
След като правителството на оръжията е създадено, то изпраща Естрада Палма във Вашингтон, окръг Колумбия, като свой дипломат. Естрада Палма получава помощ от различни лица, включително американски банкер, който се опитва да предложи на Испания 150 милиона долара, за да се откаже от острова.
Естрада Палма също е подпомогната от вестниците на Уилям Рандолф Хърст да разпространи каузата на Кубинската революционна партия, като публикува статии, симпатизиращи на кубинските революционери. Вестниците помагат на революционерите да получат материали, подкрепа и популярност за движението.
В ход, който показа истинска държавническа мъдрост и способност за използване на медиите, Естрада Палма кара Конгреса на САЩ да приеме обща резолюция на 19 април 1898 г. Резолюцията отрича испанската колонизация на Куба и подкрепя независимостта на Република Куба. Освен това се подчертава, че Съединените щати нямат намерение да окупират или анексират острова.
След Испано-американската война Естрада Палма разпуска една от водещите фракции на кубинските революционни армии: Освободителната армия, предимно черна и селска. Той дава повече политическа власт на Събранието на представителите, на предполагаемите по-прагматични бели градски обитатели, неоанексионистите и елитаристите.
На практика дава власт на няколко избрани от бившите революционери, за да постигне политическо господство в кубинската политика. В същото време привлича американска помощ в Куба за възстановяването на страната.

### Президент
След няколко години управление на генерал Ленърд Ууд в Куба, изборите трябва да се проведат на 31 декември 1901 г. Имаше две политически партии, Републиканците, които са консервативни и искат национална автономия, оглавявани от Хосе Мигел Гомес, и Националните либерали, които са популярна партия, която иска Куба да премине към местна автономия, оглавявана от Алфредо Саяс. И двамата подкрепят Естрада Палма. Той обаче не провежда кампания, а вместо това остава в Съединените щати, където е гражданин.
Опонентът на Естрада Палма, генерал Бартоломе Масо, оттегля кандидатурата си в знак на протест срещу фаворизирането от страна на окупационното правителство и манипулирането на политическата машина от последователите на Естрада Палма. Така Естрада Палма остава като единствен кандидат. На 31 декември 1901 г. е избран за президент.
За негова чест Естрада Палма не иска да има президентство, основано на расови бариери. Подобно на много други кубински революционери, той вижда новата нация като нерасова република, в която афро-кубинците ще бъдат равни на белите в обществото. Преди да стане президент, Естрада Палма уверява, че ще осигури 100 работни места в публичната служба на афро-кубинците и ще отмени американските разпоредби, които подкрепят сегрегацията в Куба.
Поправката на Плат е подписана на 2 март 1901 г. Поправката позволява на Съединените щати да се намесват във вътрешната политика на Куба и да наемат земя за военноморски бази или въглищни мини.
Американските войски напускат острова, след като кубинското правителство подписва законопроект за намаляване на митата върху американски продукти и включва поправката на Плат в конституцията си. Много американски компании идват да правят бизнес в Куба.
На 16 февруари 1903 г. Естрада Палма подписва кубинско-американския договор за отношения, като се съгласява да даде под наем района на залива Гуантанамо на Съединените щати за вечни времена за използване като военноморска база и въглищна мина. Това е малка победа за администрацията на Естрада Палма, тъй като Вашингтон иска пет военноморски бази на острова. Свидетелство за дипломатическите му умения е, че Естрада Палма успява да получи намалението дори с американски войски, разположени на острова. Неговата политика също е отговорна за подобрения в образованието, комуникациите и общественото здравеопазване, които са пострадали от войната. Като пример, цените на земята между 1902 и 1905 г. се повишават и той построява над 328 км пътища в Куба. През 1905 г. Палма формира „Gabinete de Combate“ или „Бойния кабинет“, тъй като министрите в кабинета се състоят от всички ветерани, които са се сражавали по време на кубинските войни за независимост. Основната фигура в новия кабинет е генерал Фернандо Фрейде де Андраде, секретар на правителството.
Естрада Палма обръща много внимание на благоустройството, особено тъй като те са свързани с подобряването на санитарните условия в страната, както и с разширяването на средствата за комуникация в целия остров. При неговото управление броят на имигрантите се увеличава от 10 000 през 1902 г. на 40 000 през 1905 г. Естрада Палма е смятан за фискален консерватор, предпочитайки да поддържа бюджетните дефицити минимални, ако е възможно. Той също така е признат за един от малкото кубински президенти, които не злоупотребяват значително с публични средства. По времето, когато Естрада Палма напуска поста, се казва, че кубинската хазна има няколко милиона долара на разположение. Естрада Палма обобщава бюджетните си планове в едно от своите изявления „много е наложително държавата да има на свое разположение сигурни и достатъчни източници на приходи, за да покрие, в рамките на разумна икономическа политика, неизбежните разходи на множество отдели в рамките на публичната администрация."

#### Втори мандат
Естрада Палма е преизбран без конкуренция на общите избори в Куба през 1905 г., като вторият му мандат официално започва на 20 май 1906 г. Този път либералите се сблъскват с яростна опозиция. Всяка от страните твърди, че изборната измама е повлияла на резултата. 
Основният въпрос на вторите избори е равното представителство на кубинските провинции. Критици на Естрада Палма като генерал Фаустино Гуера Пуенте го обвиняват в пренебрегване на конституцията. И все пак други политици и генерали, вероятно дори самият Гуера Пуенте, признават Естрада Палма за единствения човек, способен да ръководи Куба.
Отговорът на опонентите Алфредо Саяс е да използва силата на полицията и селската охрана, за да позволи на Естрада Палма да претендира за победа. Естрада Палма и умереният лагер се обръщат към САЩ за намеса и през 1906 г. САЩ започват втората окупация на Куба и установяват временно окупационно правителство, което продължава от 1906 до 1909 г. Друго проамериканско правителство е създадено в Куба под управлението на Чарлз Магун. На 28 септември 1906 г. Естрада Палма, навършил тогава 71 години, подава оставка заедно с останалата част от изпълнителната власт, оставяйки Куба без президент-приемник.

### Смърт
Естрада Палма почива в Сантяго де Куба в 23:45 ч. на 4 ноември 1908 г. от пневмония.

### Отличия
През 1903 г. статуя на Естрада Палма е издигната на Авенида де лос Президентес в Хавана. Неговата статуя е съборена от революционерите на Фидел Кастро, според сведенията, защото те обвиняват Естрада Палма за започването на тенденцията на американски намеси в Куба. Остава цокълът с чифт обувки.
Естрада Палма прекарва много години от изгнанието си в САЩ в град Уудбъри в Ориндж Каунти, Ню Йорк. По пътя, който сега носи неговото име (Estrada Road, в селцето на Сентрал Вали), той управлява летен лагер, който оттогава е изоставен. По време на президентството си Естрада Палма поддържа „Фонд на Т. Естрада Палма“, за да купува награди за академични постижения в Ориндж Каунти.